# 캉디드
《캉디드 혹은 낙관주의》(Candide, ou l'Optimisme)는 프랑스의 작가 볼테르가 1759년에 쓴 철학적 풍자 소설이다. 당시의 지배 계급이었던 로마 가톨릭교회 예수회와 종교재판소 등 성직자들의 부패상을 묘사해 큰 파문을 일으킨 작품입니다.

## 개요
당대에 논란이 되고 있던 철학사상을 염두에 두고 쓴 볼테르의 철학소설이다. 볼테르는 ‘순박한’ 캉디드를 통해 당시의 정치, 철학, 종교 등을 신랄하게 풍자하고 있다. 삶에 회의를 느낄 수밖에 없는 역경을 겪으면서도 낙천주의자 캉디드가 추구했던 행복은 많은 논점을 던지고 있다.

## 해설
캉디드, ‘순진한’, ‘순박한’이란 이름의 주인공이 등장하는 이 소설은 작가 볼테르의 대표작으로 알려져 있으며 유럽에서는 대단한 문제작이며 훌륭한 작품으로 최근에도 많은 연구 되고 있는 작품이다.
이 작품은 세상을 낙천주의로 볼 것인가 아니면 비관주의로 볼 것인가를 화두로 던지고, 끝까지 이 두 이데올로기의 반복을 기저에 깔고 있다. 이는 당대에 논란의 대상이 되고 있던 철학사상을 염두에 두고 쓴 소설인 것이다.
우선 이 작품은 주인공 캉디드를 내세워서 낙천주의로 출발하고 있다. 그런 점에서 보면 작가는 우선은 낙천주의, 즉 당대에 논쟁을 불러일으키고 있던 철학적 논쟁 중에서 라이프니츠의 손을 들어주고 있다고 볼 수 있을까? 아니면 오히려 라이프니츠의 틀에 박힌 듯한 낙천주의를 공격한 것일까? 반대로 비관주의 또는 염세주의의 편에 가담하려는 것일까? 아니면 그 중간쯤에 위치하는 제 3의 철학을 택할 것인가? 아마도 그 대답은 이 책의 마지막 페이지를 덮는 시점에서야 알게 될 것이다.
캉디드, 그는 이름의 뜻처럼 순진하기 이를 데 없다. 소위 말하면 세상을 몰라도 너무 모르는 사람이다. 그런 그의 여정을 추적하는 것 자체가 흥미를 유발하고 때로는 어처구니없는 어리석음에 실소를 자아내게도 한다. 그러면서 그는 어렸을 적에 배운 낙천주의를 유지한다.

## 줄거리
매우 유순하고 고지식하고 순박한 소년 캉디드는 웨스트팔리아의 툰더 텐 트롱크 남작의 성에서 자라게 된다. 그는 남작의 아들 및 그의 누이동생 퀴네공드 양과 함께 팡글로스 선생으로부터 교육을 받게 되는데, 이 선생은 ‘세상은 최선으로 되어있다’(Tout est pour le mieux)는 것을 증명해 보이곤 했다. 요컨대 “세상과 인생의 의의 및 가치에 대해 악이나 반가치의 존재를 인정하면서도 궁극적으로는 현실의 세계와 인생을 최선의 것으로 보는 주의” 말이다. 비록 현실은 괴롭다 치자! 그래도 미래는 분명 즐겁고 희망적으로 볼 수 있다는 생각의 낙천관은 무리 없이 받아들여질 수 있는 캉디드의 삶으로 이 소설은 시작된다.
그러나 우리의 캉디드가 남작으로부터 퀴네공드 양을 사랑한다는 의심을 받고 성에서 쫓겨나, 불가리아 군대에 들어가는 일,네덜란드에서 착한 재침례교도를 만난 일, 아메리카에서 겪는 일, 등 그가 만나는 일들은 최선의 상태로 되어있는 것이 아니라 악, 최악으로 되어있다는 인상을 받기에 충분하다. 그가 가는 곳은 엘도라도를 제외하고는 어디나 낙천적인 모습들보다는 추한 모습이며 악한 모습들로 가득 차있다. 군인도, 거룩해야할 종교계의 신부들의 모습도 추악한 모습들뿐이다. 어디에나 정의가 존재하는 것이 아니라 불의와 사기, 평화가 아니라 싸움이나 전쟁만이 즐비하다. 뿐만 아니라 자연에서 발생하는 지진 같은 것 그가 가는 곳 어디나 불행의 요소, 즉 비관적인 요소들만이 등장하는 것이다. 뿐만 아니라 그가 만나는 사람들도 그에게 좋은 인상을 주는 것이 아니라, 그의 하는 일을 막거나 방해하는 사람들, 그에게 도움이 되기는커녕, 사기를 치고, 속이고 핍박을 가하는 사람들이며, 그가 어깨를 기대어 쉴 수 있는 사람은 없고 오히려 그에게 의지하려는 도움을 요청하는 사람들뿐이다.
그뿐인가? 착하디착하고, 순진하기 이를 데 없는 우리의 주인공 캉디드는 본의 아니게 가톨릭 종교재판소 판사를 죽이기도 하고 예수회 신부를 칼로 찌르고 도망치기도 하고, 원숭이를 죽이기도 한다. 어디에 가나 속고 사기를 당하고, 고통을 당하며 도무지 되는 일이라곤 전혀 없다. 그야말로 그에게 일어나는 일들을 보면 이 세상은 저주받은 세상이며 최악으로 구성된 비관적인 세상임에 틀림없다. 그러므로 이제는 그에게는 그토록 존경하는 팡글로스 선생이 가르쳐준 낙천주의 철학을 버리는 일만이 남아있다.
이제 그 일을 부추기기 위한 존재로 마르탱이 비관주의 또는 염세주의를 들고 나타나는 것은 당연한 귀결일까? 그러면 이제 우리의 주인공 ‘캉디드’는 “세계 및 인생을 추악하고 괴로운 것으로 보며, 진보나 개선이 불가능하다고 보는 철학”의 편에 서야하는 것일까?
그러나 우리의 순진한 주인공은 낙천주의를 증명해 보이기 위하여 여러 사람을 만나기도 하지만 모두가 비관적인 일뿐이다. 심지어 그의 주변 인물들이나, 잊혔던 인물들이 다시 나타나지만 그들 역시, 그들의 경험담 역시 온갖 추악한 일들뿐이다. 결국 선과 악으로 대별되는 마음의 싸움에서 악의 편을 들어주는 것이 신의 섭리라면 이제는 이 세상을 비관주의로 보는 것이 타당하다.
하지만 거기서 그는 팡글로스를 다시 만난다. 팡글로스의 모습은 변했으나 여전히 낙천적이다. 그래서 낙천주의는 유보되지만 이후에도 당하는 일마다 비관적인 상황들뿐이다. 그러면 이 소설은 낙천주의를 비판하고 비관주의를 옹호하는 것일까? 하지만 이 소설은 어떤 철학의 편을 드러내지 않고, 독자에게 그 판단을 유보하며 끝을 맺고 있다.

## 같이 보기
- 프랑스의 작가 목록
- 폴리아나